# Sinolinyphia henanensis
Sinolinyphia henanensis là một loài nhện trong họ Linyphiidae.
Loài này thuộc chi Sinolinyphia. Sinolinyphia henanensis được miêu tả năm 1991 bởi Hu, Jia-Fu Wang & Jia-Fu Wang.